# Liste der Bürgermeister von Feldkirch

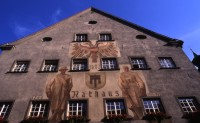
Feldkircher Rathaus

Diese Liste gibt einen Überblick über die Bürgermeister der Stadt Feldkirch, der Bezirkshauptstadt des gleichnamigen Bezirkes. Seit 1381 saßen 118 verschiedene Männer im Amt des Feldkircher Bürgermeisters. Amtierender Bürgermeister ist Manfred Rädler (ÖVP).

## 14. Jahrhundert
- Hans Stöckli – 1381
- Heinrich Bächli – 1395–1399
- Johann Litscher – 1399

## 15. Jahrhundert
- Lutz Griesinger – 1404
- Jakob Sailer – 1405–1407
- Hans Gremlich – 1408
- Othmar Litscher – 1409
- Cuntz Schnetzer – 1412–1414
- Lienhard Stöckli – 1414–1426 (mit Unterbrechungen)
- Ulrich Litscher – 1418
- Jacob Han – 1419–1421
- Wilhelm Fröwis – 1427–1444 (mit Unterbrechungen)
- Kaspar Pappus – 1438
- Heinrich Schnetzer – 1440/41
- Walther Han – 1440, 1443, 1445, 1451, 1454;
- Jos Rainolt – 1442–1460 (mit Unterbrechungen)
- Hans Litscher – 1442/43
- Frick Fröwis – 1448–1477 (mit Unterbrechungen)
- Rudolf Rainolt – 1457, 1467, 1470–1479, 1485, 1489, 1499;
- Ulrich Plattner – 1455
- Hans Stöckli – 1458, 1461, 1465, 1478, 1484, 1488, 1490;
- Hans Rainolt – 1468
- Michel Schmid – 1474, 1495;
- Cuonratt Wetter – 1480/81, 1483;
- Felix Merkle – 1491, 1493, 1497;

## 16. Jahrhundert
- Hans Stürer – 1510
- Johannes Metzler – 1496–1524 (mit Unterbrechungen)
- Martin Steinhauser – 1499, 1501–1522 (mit Unterbrechungen);
- Hans Sturn – 1509
- Heinrich Rad – 1511/12, 1514/15;
- Othmar Pappus – 1518–1527 (mit Unterbrechungen)
- Jörg Stoß – 1519–1529 (mit Unterbrechungen)
- Bartholomä Rainolt – 1518–1547 (mit Unterbrechungen)
- Lazarus Metzler – 1528–1535 (mit Unterbrechungen)
- Peter Pappus – 1536–1557 (mit Unterbrechungen)
- Heinrich Widnauer – 1539, 1541–1551 (mit Unterbrechungen);
- Hans Matern Wittenbach – 1552–1555/56
- Ulrich Steinhauser – 1554, 1556, 1558, 1561;
- Michael von Altmannshausen – 1558/59
- Paul von Furtenbach – 1560–1572 (mit Unterbrechungen)
- Hans Metzler – 1563
- Christoph Brock – 1564–1584 (mit Unterbrechungen)
- Leonhard Pappus von Tratzberg I. – 1566–1597 (mit Unterbrechungen)
- Sigmund Rainolt – 1578, 1584–1593 (mit Unterbrechungen)
- Moritz von Altmannshausen – 1580, 1588, 1591/92;
- Nikodemus Brock – 1586/87
- Matthäus Gaßner – 1590

## 17. Jahrhundert
- Erasmus Furtenbach II. – 1564–1618 (mit Unterbrechungen)
- Andreas Capitel – 1597, 1600/01, 1603/03;
- Erasmus Kern – 1599, 1604, 1607, 1611, 1615;
- Othmar Pappus von Tratzberg II. – 1602, 1606, 1614, 1619;
- Hyronimus von Hummelberg – 1609, 1613, 1616;
- Daniel von Grentzing – 1619
- Zacharias Rainolt von Babenwohl – 1620–1645 (mit Unterbrechungen)
- Ulrich von Altmannshausen – 1620
- Johann Baptist von Furtenbach – 1621, 1624;
- Leonhard Pappus von Tratzberg II. – 1622, 1625, 1631;
- Ulrich Brock von Weißenberg – 1623
- Paul Frey von Schönstein – 1628
- Johann Bernhard Crederer – 1629, 1636, 1639;
- Georg Sigmund Frey von Schönstein – 1633, 1638;
- Johann Baptist Furtenbach II. – 1636–1669 (mit Unterbrechungen)
- Johann Joachim Frey von Schönstein – 1637
- Zacharias Pappus von Tratzberg – 1643, 1646, 1648, 1663;
- Matthäus Gasser von Strassberg – 1647, 1651, 1655;
- Paul Furtenbach III. – 1647
- Bernhard Fröwis – 1649, 1654, 1658;
- Vespasian Zoller von Oberweiler – 1657/58
- Leonhard Pappus von Tratzberg III. – 1663–1698 (mit Unterbrechungen)
- Erasmus Furtenbach III. – 1665/66, 1672;
- Johannes Grentzing – 1667–1676 (mit Unterbrechungen)
- Mark Rudolf Schultheiß – 1670
- Andrä Josef Walser – 1671, 1675, 1677;
- Andreas Fröwis – 1686–1692 (mit Unterbrechungen)
- Johann Franz von Hummelberg – 1680, 1683;
- Augustin Gasser von Strassberg – 1681
- Johann Zacharias von Peller – 1688, 1690/91, 1962–1965;

## 18. Jahrhundert
- Franz Clessin – 1695–1704 (mit Unterbrechungen)
- Johann Franz von der Halden – 1698–1720 (mit Unterbrechungen)
- Anton Roman Fröwis – 1704–1710 (mit Unterbrechungen)
- Zacharias Ignatius Furtenbach – 1708–1729 (mit Unterbrechungen)
- Johann Josef Gehring – 1724–1738 (mit Unterbrechungen)
- Christoph Anton von Fröwis – 1738, 1748, 1755, 1762;
- Franz Andres Keßler – 1741–1748
- Johann Anton Franz Regis von Peller – 1763
- Peter Josef Leone – 1768
- Karl Erasmus Leo – 1769, 1795;

## 19. Jahrhundert
- Josef Melchior Keßler – 1800–1819
- Gabriel Winter – 1820–1823
- Karl Fidel Clessin – 1823–1826
- Johann Josef Ganahl – 1826–1829
- Joseph Graff – 1829–1832
- Andrä Josef Walser – 1835–1838
- Josef Weinzierl – 1838–1841
- Alois von Furtenbach – 1841–1844
- Joseph Melchior Längle – 1844–1847, 1850/51;
- Fidel Markus Wohlwend – 1847–1850, 1858–1861;
- Anton Vonbun – Jänner–August 1850
- Friedrich Gehring – 1851–1856
- Heinrich Blum – 1856–1858
- Paul Deisböck – 1861–1864
- Franz Ganahl – 1864–1867
- Ernest Weinzierl – 1867–1873, 1879–1883;
- Josef Andreas von Tschavoll – 1873–1879, 1883/84;
- Christoph Gohm – 1884/85

## 20. Jahrhundert
- Arnold Ganahl – 1885–1901
- Josef Peer – 1901–1909
- Anton von Furtenbach – Juni–August 1909
- Alois Dressel – 1909–1914
- Franz Xaver Unterberger – 1914–1920, 1934–1938;
- Anton Gohm – 1920–1938
- Erwin Hefel – 1938–1943
- Hermann Lange – 1944/45 (kommissarischer Bürgermeister)
- Arthur Ender – 1945
- Andreas Josef Mähr – 1945–1956
- Lorenz Tiefenthaler – 1956–1970
- Heinz Bilz – 1970–1991

## 21. Jahrhundert
- Wilfried Berchtold – 1991–2019
- Wolfgang Matt – 2019–2024
- Manfred Rädler – seit 2024